# Tratado de Haia (1720)
O Tratado de Haia de 1720 foi assinado a 17 de fevereiro de 1720 entre a Espanha e a Quádrupla Aliança, estabelecida através do tratado de Londres de 1718, e composta pela Grã-Bretanha, França, República Holandesa e Áustria. 
A assinatura do tratado conclui a Guerra da Quádrupla Aliança.